# Kissimmee
Kissimmee és una població dels Estats Units, seu del comtat d'Osceola, a l'estat de Florida. Segons el cens del 2009 tenia 62.632 habitants.

## Demografia
Segons el cens del 2000, Kissimmee tenia 47.814 habitants, 17.121 habitatges, i 11.813 famílies. La densitat de població era de 1.106,8 habitants/km².
Dels 17.121 habitatges en un 37,4% hi vivien nens de menys de 18 anys, en un 47,2% hi vivien parelles casades, en un 15,8% dones solteres, i en un 31% no eren unitats familiars. En el 20,9% dels habitatges hi vivien persones soles el 4,9% de les quals corresponia a persones de 65 anys o més que vivien soles. El nombre mitjà de persones vivint en cada habitatge era de 2,77 i el nombre mitjà de persones que vivien en cada família era de 3,21.
Per edats la població es repartia de la següent manera: un 27% tenia menys de 18 anys, un 12% entre 18 i 24, un 34,9% entre 25 i 44, un 18,5% de 45 a 60 i un 7,6% 65 anys o més.
L'edat mediana era de 31 anys. Per cada 100 dones de 18 o més anys hi havia 95,8 homes.
La renda mediana per habitatge era de 33.949 $ i la renda mediana per família de 36.361 $. Els homes tenien una renda mediana de 25.851 $ mentre que les dones 21.025 $. La renda per capita de la població era de 15.071 $. Entorn del 12,3% de les famílies i el 15,4% de la població estaven per davall del llindar de pobresa.

## Poblacions més properes
El següent diagrama mostra les poblacions més properes.